# El Yiyo
Pour les articles homonymes, voir Cubero (homonymie).
José Cubero Sánchez dit « El Yiyo » était un matador espagnol né à Bordeaux (Gironde) le 16 avril 1964, mort à Colmenar Viejo (Espagne, province de Madrid) le 30 août 1985.

## Présentation
« El Yiyo » était fils d’émigrés espagnols installés en France, puis retournés dans leur pays natal. Il est né dans une famille de quatre enfants. Il a été l’un des premiers élèves de l’école taurine de Madrid, et exerçait son art dès l'âge de onze ans, ce qui explique pourquoi il est généralement considéré comme madrilène. 
Le 30 août 1985, il participe à une corrida à Colmenar Viejo, en remplacement de Curro Romero. Le sixième taureau, Burlero (moqueur) de l’élevage de Marcos Núñez, lors de l’estocade, le perce de sa corne. Celle-ci atteint le cœur et entraîne la mort quasi instantanée. Il n’aura que le temps de dire à son peón de confiance, « El Palí » : « Palí, celui-ci m’a tué », avant de s’écrouler.
Un an après la mort de « Paquirri », la mort de Yiyo, âgé d’à peine vingt-et-un ans, résonna comme un coup de tonnerre dans toute l’Espagne et dans toute la France taurine.
Une statue de « Yiyo » a été érigée à sa mémoire, près de la Grande Porte des arènes de Las ventas à Madrid. Il est enterré au cimetière de La Almudena, à Madrid ; sa tombe est ornée d'une statue le représentant avec une colombe dans les mains.
Ses deux frères aînés, Juan et Miguel Cubero Sánchez, ont perpétué la tradition familiale : tous deux ont été toreros, non comme matadors, mais comme peones, notamment avec « Joselito » et José Tomas.

### Carrière
- Présentation à Madrid en novillada : 11 mai 1980
- Alternative : 30 juin 1981 à Burgos ; parrain : Ángel Teruel, témoin « Manzanares » ; taureaux de Joaquín Buendía.
- Confirmation d’alternative à Madrid : 27 mai 1982 ; parrain : « Manzanares », témoin Emilio Muñoz.